# Оз, Лиза
Лиза Оз, урождённая Лиза Лемоул(англ. Lisa Oz; 20 июля 1963, Филадельфия,  Пенсильвания, США) — американский продюсер, сценарист, актриса и ведущая американского телевидения.

## Биография
Лиза Лемол родилась в Филадельфии в 1963 году, в семье Джеральда и Эмили Джейн Лемоул. Её отец был хирургом, работавшим в команде, которая выполнила первую операцию по пересадке сердца в 1968 году. Среди них также были врачи Техасского института сердца Майкл Дебейки и Дентон Кули.
Лиза получила степень бакалавра в колледже Брин-Мор в 1985 году. Она училась в Союзе Духовной Семинарии Колумбийского университета. Лиза Оз работает на радио в шоу Опры Уинфри, а также в передаче Good Day New York на канале Fox 5 TV . Её книга из серии «Ты» стала бестселлером в США. Вместе со своим мужем Мехметом Озом она выпускает телепрограмму Шоу доктора Оза.

## Личная жизнь
В июле 1985 года Лиза вышла замуж за Мехмета Оз. У них четверо детей: Дафни, Арабелла, Зои и Оливер.

## Фильмография
- За едой (сериал, 2011 – ...) The Chew ... играет саму себя - гость
- Шоу Венди Уильямс (сериал, 2008 – ...) The Wendy Williams Show ... играет саму себя
- Взгляд (сериал, 1997 – ...) The View ... играет саму себя
- Добрый день, Лос-Анджелес (сериал, 1993 – ...) Good Day L.A. ... играет саму себя
- Елена в ящике (1992)